# مگنوس آندرشون
مگنوس آندرشون (سوئدی: Magnus Andersson؛ زادهٔ ۲۳ آوریل ۱۹۵۸) بازیکن فوتبال اهل سوئد بود.
از باشگاه‌هایی که در آن بازی کرده‌است می‌توان به باشگاه فوتبال مالمو اشاره کرد.
وی همچنین در تیم ملی فوتبال سوئد بازی کرده‌است.